# Great Addington
Great Addington is een civil parish in het bestuurlijke gebied East Northamptonshire, in het Engelse graafschap Northamptonshire met 327 inwoners.